# 신도초등학교 (제주)
신도초등학교는 대한민국 제주특별자치도 서귀포시 대정읍 신도리 1378-1에 있었던 공립 초등학교이다.

## 연혁
- 1946년 9월 1일 신도공립국민학교 설립인가
- 1946년 12월 6일 개교
- 1950년 6월 1일 신도국민학교로 교명 변경
- 1984년 3월 1일 보흥분교장 통폐합
- 1996년 3월 1일 신도초등학교로 명칭 변경
- 1998년 3월 1일 무릉초등학교로 통폐합